# 증평 배극렴 묘소
증평 배극렴 묘소(曾坪 裵克廉 墓所)는 대한민국 충청북도 증평군 증평읍 송산리에 있는, 고려 후기 왜구토벌에 공을 세운 조선 개국공신 필암(筆菴) 배극렴(1325∼1392)의 묘소이다. 1994년 12월 30일 충청북도의 기념물 제98호로 지정되었다.

## 개요
고려 후기 왜구토벌에 공을 세운 조선 개국공신 필암(筆菴) 배극렴(1325∼1392)의 묘소이다.
고려 공민왕 때 문과에 급제하였으며, 진주수령·상주목사·계림부윤·화령부윤 등을 역임하였다. 우왕 2년(1376) 진주도원수가 되어 왜구를 대파하였으며, 우왕 4년(1378) 경상도원수로서 욕지도에서 왜구를 대파하였다.
고려 우왕 14년(1388) 요동출병 때 이성계 휘하에 참여하여 위화도 회군을 도와주었다. 이후에 여러 관직을 역임하였으며, 정도전·조준 등과 함께 공양왕을 폐하고 이성계를 조선 태조로 즉위시켜서 그 공으로 1등개국공신이 되었고 조선 최초의 영의정이 되었다.
묘의 형태는 직사각형으로 봉분 아랫부분에 둘레석을 둘렀으며, 묘 앞에는 상석과 향로석이 있다. 묘역에는 신도비(神道碑:왕이나 고관 등의 평생 업적을 기리기 위해 무덤 근처 길가에 세운 비)가 있는데, 고종 25년(1888)에 세운 것이다.

## 같이 보기
- 배극렴

## 참고 문헌
- 증평 배극렴 묘소 - 국가유산청 국가유산포털